# Sopot Challenger 1998
Il Sopot Challenger 1998 è stato un torneo di tennis facente parte della categoria ATP Challenger Series nell'ambito dell'ATP Challenger Series 1998. Il torneo si è giocato a Sopot in Polonia dal 10 al 16 agosto 1998 su campi in terra rossa.

## Vincitori

### Singolare
Michal Chmela ha battuto in finale  Thomas Larsen con il punteggio di 6–2, 7–6

### Doppio
James Greenhalgh /  Nenad Zimonjić hanno battuto in finale  Alexander Shvets /  Milen Velev con il punteggio di 6–1, 6–3